# Orion (utwór)
Orion – instrumentalny utwór zespołu Metallica z albumu Master of Puppets. Został napisany przez Jamesa Hetfielda, Larsa Ulricha i Cliffa Burtona. Jest to trzeci nagrany przez zespół utwór instrumentalny, a zarazem jedyna kompozycja (z albumu), gdzie pierwszą i ostatnią partię solową gra Kirk Hammett, a drugą (harmonijną) – James Hetfield. Jest to również trzeci najdłuższy utwór z albumu, zaraz obok tytułowej kompozycji, czy „Disposable Heroes”. Utwór, podobnie jak następny z albumu – „Damage, Inc.”, otwiera prawie minutowe wejście kilku ścieżek gitary basowej, a dopiero potem pojawia się perkusja oraz gitary.
Jest to jeden z najchętniej granych przez zespół na koncertach utworów instrumentalnych, zaraz obok „The Call of Ktulu” (1984). Początkowo zespół grał go  wyłącznie podczas trasy promującej album Master of Puppets, a wrócił do jego wykonywania dopiero po dołączeniu do niej basisty Roberta Trujillo.
„Orion” jest pierwszym z trzech utworów instrumentalnych zespołu zawierających solo gitarowe Hetfielda, które tutaj pojawia się w bridge’u.
Można znaleźć w utworze mały, trzyakordowy riff gitary basowej, które pojawia się zaraz przed harmonijnym solo gitarowym autorstwa Jamesa Hetfielda.

## Twórcy
- James Hetfield – gitara rytmiczna, drugie solo gitarowe
- Kirk Hammett – gitara prowadząca
- Lars Ulrich – perkusja
- Cliff Burton – gitara basowa